# Néa Magnissía (Thessalonique)
Néa Magnissía (grec moderne : Νέα Μαγνησία) est une localité située dans le dème de Délta, dans le district régional de Thessalonique, dans la periphérie de Macédoine-Centrale, en Grèce.
Selon le recensement de 2011, elle compte 4 266 habitants.